# Matrice de Fock
En chimie quantique, la matrice de Fock est une matrice approximant l'opérateur énergie (en) mono-électronique d'un système quantique donné dans un ensemble de vecteurs de base.

Elle est le plus souvent construite en chimie numérique lors de la résolution des équations de Roothaan pour un système atomique ou moléculaire. La matrice de Fock est en fait une approximation de l'opérateur hamiltonien réel du système quantique. Il inclut les effets de la répulsion inter-électronique seulement en moyenne. L'opérateur de Fock étant un opérateur mono-électronique, il n'inclut pas l'énergie de corrélation électronique.
La matrice de Fock est définie par l'opérateur de Fock. Pour le cas restreint postulant des orbitales peu étendues et des fonctions d'ondes à un seul déterminant, l'opérateur de Fock pour le premier électron est donné par :
{\displaystyle {\hat {F}}(1)={\hat {H}}^{core}(1)+\sum _{j=1}^{n}[2{\hat {J}}_{j}(1)-{\hat {K}}_{j}(1)]}
où :
{\displaystyle {\hat {F}}(i)} est l'opérateur de Fock pour le i-ème électron du système,
{\displaystyle {\hat {H}}^{core}(i)} est le hamiltonien de cœur pour le i-ème électron,
{\displaystyle n} le nombre total d'orbitales dans le système (égal à la moitié du nombre d'électrons),
{\displaystyle {\hat {J}}_{j}(i)} est l'opérateur de Coulomb, définissant la force répulsive entre le j-ème et le i-ème électrons dans le système,
{\displaystyle {\hat {K}}_{j}(i)} est l'opérateur d'échange, définissant les effets de l'échange entre deux électrons.